# 拜拉克 (米爾霍羅德區)
49°43′50″N 33°48′30″E / 49.73056°N 33.80833°E
拜拉克（羅馬化：Bairak）是位於烏克蘭中部的村莊，由波爾塔瓦州米爾霍羅德區的大巴哈奇卡市鎮負責管轄。該村處於普肖爾河左岸，分別距離盧霍韋2公里和扎通3公里，面積2.4平方公里，2001年人口449。